# Sergio G. Sánchez
Sergio Gutiérrez Sánchez, más conocido como Sergio G. Sánchez (Oviedo, Asturias, 1973), es un guionista y director de cine español.

## Biografía
Su primer guion para un largometraje lo escribió en 1996 y quiso dirigirlo él mismo, pero durante años diferentes productoras rechazaron el proyecto. Ha escrito y dirigido sus propios guiones en cortometrajes como 7337 (2000) y Temporada baja (2003). Durante el corto 7337, Sánchez conoció a Juan Antonio Bayona y él mismo le ofreció dirigir la obra. Bayona aceptó, y años después se estrenaría El orfanato (2007). La película cosechó un gran éxito y Sánchez ganó el Goya a Mejor guion original en la la edición de 2008.
En mayo de 2009, Variety publicó que el tándem volvería a trabajar mano a mano, esta vez para las productoras Apache Entertainment, Telecinco Cinema y Spongeman (la productora del propio Bayona). Sánchez completó una primera versión del guion a finales de abril, que Telecinco Cinema y Apache Entertainment presentarían en el Festival de Cannes. La película empezó a rodarse en 2010 y se estrenó el 10 de septiembre de 2012 en el Festival Internacional de Cine de Toronto. La película era Lo imposible.
Ha escrito el guion de Purgatorio (2014), junto a Luis Moreno, del director Pau Teixidor y el guion de la película Palmeras en la nieve (2015), de Fernando González Molina y basada en la novela de Luz Gabás.
En 2017 estrenó su primera película como director, El secreto de Marrowbone (2017), con la producción de Juan Antonio Bayona y Guillermo del Toro.

## Premios

### Premios Goya
| Año  | Categoría             | Película                 | Resultado |
| ---- | --------------------- | ------------------------ | --------- |
| 2018 | Mejor Dirección Novel | El secreto de Marrowbone | Nominado  |
| 2013 | Mejor Guion Original  | Fin                      | Nominado  |
| 2013 | Mejor Guion Adaptado  | Lo imposible             | Nominado  |
| 2008 | Mejor Guion Original  | El Orfanato              | Ganador   |